# Daniela Zanetta
Daniela Zanetta, née le 15 décembre 1962 à Maggiora, en Italie, et morte le 14 avril 1986 dans cette même ville, était une jeune laïque et militante catholique italienne, appartenant au Mouvement des Focolari. Atteinte d'une rare maladie de la peau qu'elle dut affronter jusqu'à sa mort à 23 ans, elle centra sa spiritualité sur la manière d'accepter la souffrance. Le 23 mars 2017 elle fut déclarée vénérable par le pape François.

## Biographie
Daniela Zanetta naît dans une famille de classe moyenne de Maggiora, qui est profondément religieuse. Peu après sa naissance, on lui diagnostique une rare maladie de la peau. Les espérances de guérison sont rapidement exclues par les médecins et l'unique cure est de se supporter trois heures par jour de délicates et douloureuses médicamentations. Ses parents s'efforcent de lui procurer une vie heureuse malgré tout ; Daniela fréquente l'école puis le lycée et obtiendra même d'excellents résultats. De plus, elle laisse auprès de ses anciens professeurs et camarades le souvenir d'une jeune fille dynamique et enjouée.
Pendant sa jeunesse elle manifeste son attention aux enfants malades qu'elle rencontre à l'hôpital lorsqu'elle doit subir de longues cures. Elle est aussi la secrétaire du groupe de jeunes de sa paroisse et fait le catéchisme avec soin aux enfants. En 1973, elle découvre le Mouvement des Focolari et intègre la session des Gen (jeune génération). Cela lui permet de mettre plus de spiritualité dans sa vision de sa maladie : elle se sent en présence du Christ. Jusqu'à sa mort, sa devise sera cette phrase de l'évangile : "Si deux ou trois sont réunis en mon nom, je serais présent, au milieu d'eux".
Le 26 octobre 1983 Daniel Zanetta entame l'écriture de son Journal. Chaque jour, sous la forme d'une lettre à Jésus, elle confie ses joies, ses peines et son cheminement vers la sainteté. Son Journal sera publié après sa mort et considéré par beaucoup comme un ouvrage de grande spiritualité . En novembre 1984, elle rencontre le pape Jean-Paul II et reçoit la communion de ses mains lors de la messe. Elle raconte elle-même dans son journal : "C'est comme si Dieu m'avait confirmé et encouragé à donner ma vie pour l'Église, comme s'il m'appelait à devenir une part intégrante à son Épouse [l'Église]".
Elle écrit de nombreux articles dans la revue Famille chrétienne dans lesquels elle donne son propre témoignage pour montrer que la souffrance, la maladie, ne sont pas seulement des handicaps, et se monte contre l'euthanasie. À partir de 1984, à la suite d'une intervention chirurgicale, elle reste définitivement chez elle. Elle partage son temps entre la prière, la lecture mais surtout reçoit de nombreuses visites : adhérents du Mouvement des Focolari, des gens de son village, des jeunes et des vieux, éloignés de l'Église ou non. Ils viennent parler avec elle, se confier, demander des conseils ou des prières. Selon le témoignage de certains, on repartait de chez elle avec une grande joie : sa chambre ne respirait pas la mort ni la maladie, bien au contraire.
À partir de février 1986, la maladie progresse. Le 10 avril, elle distribue tous ses biens, bien qu'ils soient modestes, aux pauvres. Le 13 avril elle reçoit pour la dernière fois la communion et dès lors, entre dans en agonie. Elle meurt le sourire au lèvres dans la soirée du 14 avril. Ses funérailles attirèrent plusieurs centaines de personnes.

## Béatification
Le processus de béatification et canonisation de Daniela Zanetta commence le 17 octobre 2004 dans le diocèse de Novara. L'enquête diocésaine se clôture le 22 février 2008 et elle est envoyée, sous forme de Positio, à Rome pour y être étudié par la Congrégation pour les causes des saints.
Le 23 mars 2017, le pape François reconnaît l'héroïcité de ses vertus et la déclare vénérable. La prochaine étape pour être vénérée comme bienheureuse est la reconnaissance d'un miracle obtenu par son intercession.

## Œuvres
- (it) Daniela Zanetta, I Segreti del cuore, lettere e pagine di diario, présenté par Marco Mascellani, Roma, Città Nuova, 2003, 100 pages  (ISBN 88-311-6225-X).